# Святая Иоанна (пьеса)
«Святая Иоанна» (англ. Saint Joan, переводилась также под названием «Святая Жанна») — одна из самых известных пьес Бернарда Шоу, написанная в 1923 году и впервые поставленная на сцене в декабре этого же года. Главная героиня пьесы — Жанна д’Арк. Действие пьесы происходит в XV веке, в ходе Столетней войны, когда появление и смелые действия Жанны д’Арк переломили ход войны в пользу французов. Главной темой пьесы являются размышления автора о роли великой личности в истории и в прогрессе человечества. Критики считают Жанну лучшим и самым ярким образом во всей драматургии Шоу, соединившим «величие и простоту, комическое и трагическое, духовную самостоятельность и стихийную силу личности».
Пьеса имела шумный успех, в Лондоне за первый год выдержала 244 представления. В разных её постановках участвовали такие известные актрисы, как Сибил Торндайк, Женевьева Бюжо, Энн-Мари Дафф, Кэтрин Корнелл, Сара Майлз, Джоан Плаурайт, Линн Редгрейв, Имоджен Стаббс, Имельда Стонтон, Фрэнсис де ла Тур, Ута Хаген, Уэнди Хиллер.
В 1957 году пьеса была экранизирована, в главной роли снялась 19-летняя Джин Сиберг.
В 2008 году пьесе присуждена Премия Лоренса Оливье за лучший возобновлённый спектакль.

## История написания и постановки

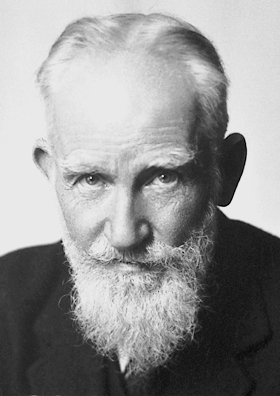
Бернард Шоу в 1925 году

Судя по письмам, замысел пьесы-хроники о жизни и борьбе Орлеанской Девы появился у Шоу во время путешествия по Франции в 1913 году. Хотя есть версия, что замысел родился раньше, как полемическая антитеза роману Марка Твена «Личные воспоминания о Жанне д’Арк» (1896). Среди задуманных мотивов был лозунг «религия без церкви». Мировая война заставила отложить реализацию этого замысла. Некоторое время Шоу обдумывал идею написать пьесу о жизни пророка Мухаммеда, в которую тот же мотив вписывался естественным образом, однако быстро осознал, что парламентская цензурная комиссия не разрешит подобную постановку. В мае 1920 года  Римский Папа Бенедикт XV подписал решение о канонизации Жанны д'Арк как католической святой, и это подтолкнуло Шоу возобновить работу над пьесой о Жанне.
Основная работа над текстом происходила в 1923 году. Полувсерьёз Шоу уверял, что пьеса написана самой Жанной, а он только обработал её для сцены. Шоу пояснял: «Другие делали из Жанны приключенческий роман. Я рассказал без прикрас, как было дело… Сцена суда сделана по документам подлинного суда. Здесь всё принадлежит настоящей Жанне — и слова, и поступки».
Первое представление пьесы состоялось 28 декабря 1923 года в американском театре Гаррика на Бродвее. Американцы просили автора сократить пьесу, чтобы она заканчивалась до полуночи; Шоу в ответ телеграфировал: «Начните пораньше». Лондонская публика увидела премьеру пьесы 26 марта 1924 года в «Новом театре», Жанну играла Сибил Торндайк, для которой Шоу и писал эту роль. Торндайк считается лучшей исполнительницей героини Шоу, королевским указом она за роль Жанны  была произведена в Дамы-командоры ордена Британской империи.
В течение года постановки пьесы охватили практически все европейские страны. Немецкий переводчик пьесы Трайбич писал в своей «Хронике жизни», что премьера «Святой Иоанны» в Берлинском театре увенчалась «величайшим театральным успехом, какой ему только приходилось видеть». Триумф был повсеместным; никакая другая пьеса не принесла Шоу такой большой доход.
В 1925 году Шоу присудили Нобелевскую премию по литературе со следующим обоснованием: «За творчество, отмеченное идеализмом и гуманизмом, за искромётную сатиру, которая часто сочетается с исключительной поэтической красотой». Шоу в ответ пошутил, что считает это отличие «знаком благодарности за то чувство облегчения, которое испытал мир в этом году, когда он ничего не напечатал». От денежной премии Шоу отказался, и она была использована для перевода на английский язык ряда произведений шведских авторов.
Пьеса неоднократно ставилась в СССР и в России:
- 1924: Петербург, Александринский театр (тогда переименованный в «Государственный театр драмы»), под названием «Дева Орлеанская», постановка В. Раппопорта[10];
- 1924: Москва, Камерный театр Таирова, постановка А. Я. Таирова, в главной роли Алиса Коонен[11];
- 1958: Московский государственный театр имени Ленинского Комсомола, под названием «Святая Жанна», постановщик В. С. Канцель[12]. В главной роли — Е. А. Фадеева.

Пьеса ставилась также в театрах Свердловска, Харькова и других городов.

## Основные действующие лица

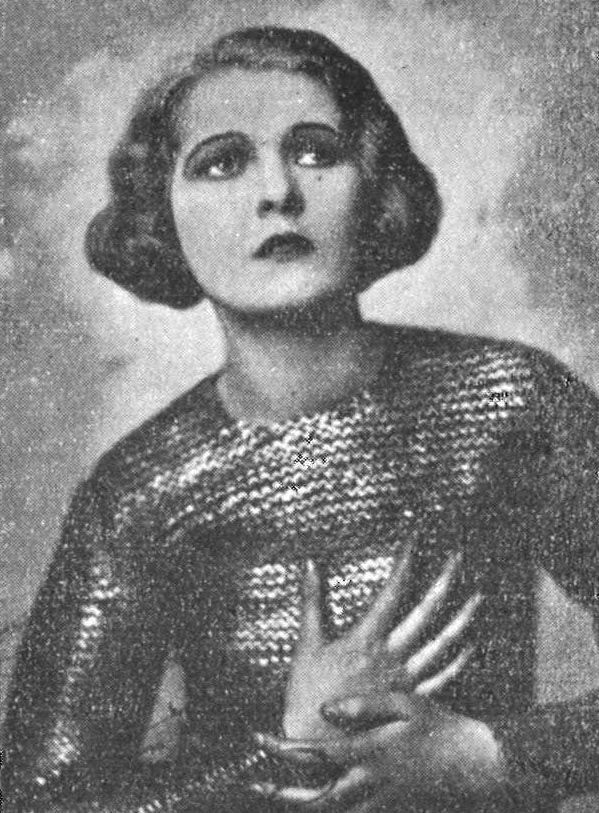
Анна-Лиза Ридинг в роли Жанны. Хельсингборг, 1926

Большинство персонажей пьесы — исторические лица.
- Жанна д'Арк, по прозвищу Дева.
- Робер де Бодрикур, комендант крепости Вокулёр.
- Бертран де Пуланжи, начальник стражи Вокулёра.
- Карл VII, дофин, впоследствии король Франции.
- Архиепископ Реймский.
- Сеньор Ла Тремуй, советник короля.
- Жиль де Ре, по прозвищу «Синяя борода».
- Ла Гир, капитан.
- Жан де Дюнуа, по прозвищу «бастард орлеанский», французский полководец, соратник Жанны.
- Пьер Кошон, епископ города Бове.
- Граф Уорик, английский военачальник.
- Джон де Стогэмбер, английский капеллан.
- Брат Джон Леметр, инквизитор.
- Каноник Джон д'Эстиве.
- Каноник де Курсель.
- Брат Мартин Ладвеню, монах.

## Сюжет
Картина первая. Франция, март 1429 года. В стране хозяйничают англичане, небольшую часть территории обороняют сторонники французского дофина (наследного принца) Карла. В крепости Вокулёр появляется крестьянская девушка по имени Жанна и требует свидания с Робером де Бодрикуром, комендантом крепости. Комендант отказал и велел ей отправиться обратно к отцу. Упрямая Жанна осталась в Вокулёре и, обладая неотразимым даром убеждения, заставила гарнизон крепости принять её сторону. На следующий день куры в крепости перестали нестись, а коровы — доиться. Возмущённый де Бодрикур велел привести к нему Жанну, однако вскоре, не в силах противостоять её настойчивости и уговорам гарнизона, приказал дать всё, что она требовала: коня, доспехи и нескольких солдат для путешествия к дофину Карлу. После этого в комнату вбегает местный эконом с криком: «Куры несутся как сумасшедшие! Пять дюжин яиц!» Де Бодрикур вздрагивает, крестится и шепчет побелевшими губами: «Господи помилуй! Воистину она послана Богом!»
Картина вторая. Спустя 11 дней Жанна прибыла в Шинон, где находился дофин Карл. К этому времени слухи о Деве, посланной Богом для спасения Франции, успели широко распространиться. Жанне устраивают испытание — во время приёма  Карла подменил Жиль де Ре, однако Жанна уверенно опознала в толпе настоящего дофина. Далее у них происходит долгая беседа наедине, в ходе которой Жанне удаётся вдохнуть надежду и решимость в слабовольного принца. Карл извещает двор, что вручает Жанне командование французской армией.
Картина третья. Окрестности осаждённого англичанами Орлеана, 29 мая 1429 года. Для подхода к городу и снятия осады французским войскам необходим западный ветер, который позволит судам идти против течения Луары. Командир Жан де Дюнуа встречает Жанну и объясняет ей положение дел. Ветер неожиданно меняется на западный. Дюнуа преклоняет колена и вручает Жанне свой жезл со словами «Я твой солдат». Армия с криками «За Бога и Деву!» мчится спасать Орлеан.
Картина четвёртая. Несколько месяцев спустя. Орлеан освобождён, французы одерживают одну победу за другой, вытесняя англичан, военачальник которых Джон Тальбот взят в плен (битва при Пате). В английском лагере совещаются военачальник граф Уорик и епископ города Бове Пьер Кошон. Первый считает Жанну опасным врагом Англии, второй — упорной еретичкой и врагом церкви. Кошон поясняет: «Во что превратится наш мир, если любой безграмотный мужик или любая пастушка станет выбрасывать на свалку всю мудрость, весь опыт, все  знания, накопленные Церковью, если она станет отвергать руководство учёных, почтенных, благочестивых людей, возомнив в чудовищной своей гордыне, внушённой дьяволом, что получает вдохновение непосредственно от Бога? Это будет мир, залитый кровью, мир, где свирепствует разруха, где каждый  делает, что хочет; это будет крушение, возврат к варварству». Кошон также осуждает национальный патриотизм как антихристианское учение. В итоге оба решают расправиться с Жанной и назначить за её поимку огромную цену — шестнадцать тысяч фунтов стерлингов.
Картина пятая. Принц Карл короновался  в  Реймсе. Народ восторженно приветствует Жанну, придворные её ненавидят. Дюнуа объясняет Жанне причину: «Разве старые полководцы, выжившие из ума путаники и тупицы, любят удачливых молодых капитанов, которые отнимают у них командование? Разве искушённые в политике честолюбцы питают нежность к выскочке, который усаживается на их место? Разве архиепископам приятно, когда кто-то оттирает  их  от  алтаря, пусть даже это будет святой?» Жанна разрывается между двумя желаниями: вернуться в родную деревню, посчитав свою миссию завершённой, или идти освобождать Париж. Придворные и сам король дают понять, что предпочли бы первый вариант. Архиепископ обвиняет Орлеанскую Деву в греховной гордыне и непослушании церкви. Жанна с грустью признаёт, что осталась в одиночестве, но решает продолжать борьбу.
Картина шестая. В битве под Компьеном Жанна захвачена в плен бургундцами, которые затем продали её англичанам. Ей предъявлено обвинение в колдовстве и тяжкой ереси. 30 мая 1431 года в Руане начался инквизиционный процесс. Для начала Жанну подвергли изнурительным допросам; она отвечала откровенно на все вопросы, которые не касались её личного общения с Богом и его посланниками. Из этих ответов были скомпонованы 12 пунктов обвинения. Ответы Жанны на суде исполнены мужества и спокойного достоинства. Она отказалась обещать, что полностью доверится церкви и её постановлениям; это вызвало реплику Кошона: «Ты сказала достаточно для того, чтобы десять еретиков послать на костёр». Угрожая пытками и костром, судьи в конце концов заставляют пленницу подписать покаянное отречение, но, узнав, что взамен костра она получит лишь пожизненную монастырскую тюрьму, Жанна разрывает текст отречения. Деву уводят на казнь. Перед смертью Жанна попросила дать ей крест; какой-то  солдат связал  две  палочки  крест-накрест  и  подал  ей. Капеллан, присутствовавший при казни, назвал себя Иудой, достойным виселицы.
Эпилог оформлен как сон короля Карла 25 лет спустя после казни Жанны. У ложа короля собираются все персонажи, вершится двойной суд — суд истории над Жанной и суд над её судьями. Только что закончился реабилитационный процесс, снявший с Жанны все обвинения, её судьи признаны «виновными в умышленном обмане, лицеприятии, подкупности и злобе». Дух Кошона жалуется, что его предали анафеме, а тело выкопали из могилы и выбросили в сточную канаву — хотя он был «справедлив, милосерден, верен своим убеждениям и не мог поступить иначе». Возникает дух солдата, давшего Жанне крест перед смертью, — раз в год его отпускают за это из ада на сутки. Солдат сообщает, что в аду избранная компания — «императоры, да папы, да короли, да ещё разные на ту же стать». Дух капеллана говорит, что он раскаялся и обратился к добру после казни Девы, хотя перед этим активно способствовал её осуждению, на что Кошон замечает: «Значит, в каждом столетии новый Христос должен умирать в  муках, чтобы спасти тех, у кого нет воображения?» Появляется граф Уорик, приносит Жанне свои извинения и поясняет: «Ваше сожжение было чисто политической мерой. Лично против вас я решительно ничего не имел». Последним, под общий смех, возникает человек в костюме 1920 года и зачитывает постановление о причислении Жанны к лику святых католической церкви.
Все присутствующие, включая короля, преклоняют колена перед Жанной и восславляют её подвиг. Но после её вопроса: «Хотите ли вы, чтобы я восстала из мертвых и вернулась к вам живая?» все испуганно встают. Король цинично замечает: «Если б даже вы могли вернуть её к жизни, через полгода её бы опять сожгли». Остальные признают, что человечество не готово принять святых и жить с ними. Колокол бьёт полночь, духи, кроме Жанны, исчезают, король засыпает. Жанна в отчаянной молитве призывает Бога приблизить время исправления человечества.

## Текстология

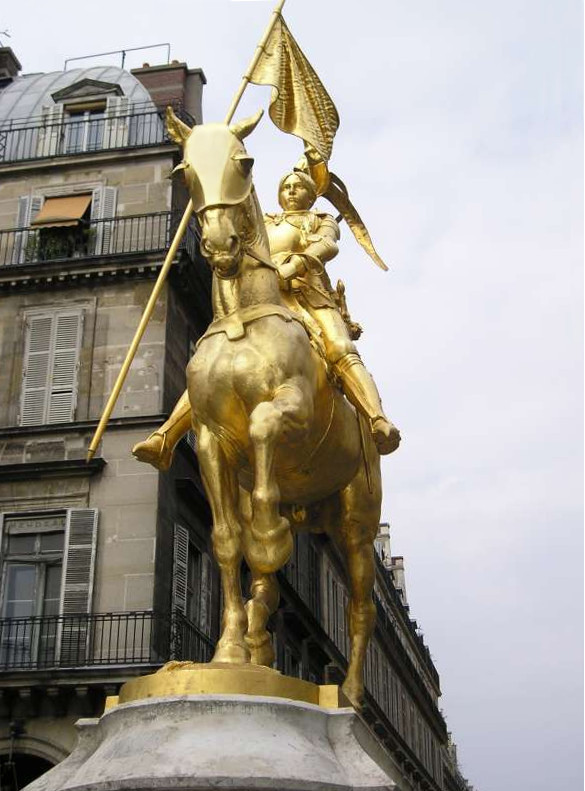
Памятник Жанне д'Арк в Париже

В «Святой Иоанне» Шоу затрагивает традиционные для своего творчества темы — пути человечества к социальному и нравственному прогрессу, роль в этом процессе великой личности, опередившей своё время. Сходные темы были, например, в «Цезаре и Клеопатре», но «Святая Иоанна» отличается большей эмоциональностью и горечью. В условно-символическом эпилоге все отрекаются от героини: «Прости нас, Жанна. Мы ещё недостаточно праведны,  чтобы  жить  с тобой». Последние слова Жанны завершают пьесу и составляют её главную мораль: «О Боже, ты создал эту прекрасную землю, но когда же  станет  она достойна принять твоих святых? Доколе, о Господи, доколе?»
Разные авторы изображали Жанну по-разному — национальным вождём, Божьей пророчицей, случайным избранником судьбы и т. д. Шоу полностью убирает всякую мистику (в первом действии явно издевательски описывает «чудо с курами»), а видения Жанны и её потусторонние «голоса» автор расценивает как мистическую оболочку здравого смысла самой Жанны. В значительной степени убрана также и романтика; у Фридриха Шиллера и Марка Твена Жанна сказочно прекрасна, у Шоу она некрасива, грубовата, вспыльчива. В предисловии к пьесе Шоу высмеивает романтически приукрашенный образ Жанны у Шиллера и Твена; у Шоу она так же практична и рациональна, как Цезарь из «Цезаря и Клеопатры», и добивается своих целей тем же способом — взывая к трезвому разуму и естественным чувствам окружающих.
Лишив Жанну искусственных добродетелей, Шоу вместе с тем не скрывает глубокой симпатии к ней. Жанна у Шоу отличается прежде всего исключительным чувством внутренней свободы. В ходе своей борьбы Жанна, не задумываясь, проявляет непочтительность к знатным особам, нарушает многие феодально-религиозные традиции; особенно ей ставили в вину ношение мужской одежды и веру в то, что Бог направляет её непосредственно, в обход служителей церкви (Шоу как-то назвал Жанну «первой протестанткой»). Внутренняя убеждённость в своей правоте, лучшие качества прирождённого народного лидера не только помогали ей одерживать победы, но также множили число врагов и завистников, а в конечном счёте способствовали гибели. Шоу подчёркивает этот аспект как общую закономерность всех времён, в одном из писем он заявил, что трагедия Жанны «столь же велика, как трагедия Прометея».
Тем самым автор указывает, что трагический конец миссии Жанны был вызван не происками злодеев (инквизиторов, англичан и других), он является печальной исторической закономерностью, следствием несовершенства общества и человеческой природы. Приговор Жанне не был расправой, он полностью соответствовал законам того времени — потому что сами эти законы были несправедливы. В отличие от многочисленных других хроник жизни Жанны д'Арк, Шоу никого из персонажей не объявляет злодеем и даёт каждому возможность объяснить мотивы их действий, продиктованные, по его мнению, искренним личным пониманием сущности добра и общественной пользы. Символический эпилог пьесы предоставляет читателям или зрителям повод задуматься, насколько неизбежна трагедия пророка, в прошлом и в современности.
Чтобы связь с современностью стала более ясной, Шоу намеренно допускает ряд анахронизмов: в речи персонажей встречаются выражения, характерные для XIX—XX столетий. Заодно это создаёт дополнительный сатирический эффект.
Биограф Эмрис Хьюз обратил внимание на блестяще построенную автором художественную полифонию, в том числе комического и трагического. Об этом вспоминала также Сибил Торндайк, первая английская исполнительница роли Жанны, для которой Шоу устроил авторскую читку текста пьесы: «Как он читал! Так великий исполнитель чувством нащупывает путь к каждой ноте. Это была настоящая музыка, каждый персонаж — особый инструмент, и он играл на всех сразу. Этой великой симфонии мне не забыть».

## Дополнения для фильма
Шоу написал сценарий для экранизации «Святой Иоанны», однако при жизни драматурга фильм снят не был. В 1927 году появился только короткометражный фрагмент из пятой картины, сцена в Реймском соборе.
В начале сценария есть дополнительная сцена: Жанна сидит на пастбище близ родной деревни, опалённой войной, и смотрит на дымящийся неподалёку крестьянский дом. Звон колоколов, Жанна поднимается с места, приняв решение, и отправляется в путь, к Вокулёру.
Далее добавлена сцена боя под Орлеаном. Глава английской церкви кардинал Винчестерский, который в пьесе лишь упоминается мимоходом, в сценарии даёт поручение Стогэмберу покончить с Жанной. Часть диалогов переделаны, чтобы усилить динамизм действия.

## Критика
Биограф Эмрис Хьюз назвал пьесу шедевром: «Шоу очень точно следовал в этой пьесе историческим документам и не только проявил в ней глубокое понимание времени, человеческих чувств и характеров, но и в целом дал великолепную картину эпохи». Другой биограф, Хескет Пирсон, пишет:

Жанна д’Арк — великий человек, ибо она осталась верна себе. Но пьеса Шоу — великая пьеса совсем не потому, что он «пронизал её насквозь средневековой атмосферой» — с этим бы справился любой историк средней руки, — но потому, что в ней торжествует личность, чью духовную силу не удалось сломить всей машинерии власти.

Критик Эрик Бентли (Eric Bentley) обвинил автора в искажении исторических реалий и ядовито заметил, что, наверное, Шоу сначала пишет пьесы, а уже затем читает книги по истории. Другой критик, Джон Макиннон Робертсон (John Mackinnon Robertson), возмущался манерой Шоу показывать события «с двух сторон» (to put things both ways). Робертсона поддержал Томас Элиот, по мнению которого, «правда и ложь для Шоу значат не то же самое, что для обычных людей». Элиот также заявил, что Жанна Шоу — предтеча английских суфражисток.
Томас Манн назвал пьесу «самым тёплым и поэтически-трогательным, наиболее трагедийным, в высоком смысле слова, произведением Шоу — творением подлинно гениальной справедливости, вполне достойным своей мировой славы, в котором чистый разум выросшего из восемнадцатого и девятнадцатого века esprit fort [вольнодумца] склоняет голову перед святыней».
Советский критик Пётр Балашов писал, что в обрисовке характера Жанны «всего ярче сказывается гуманизм писателя, его поэтическое видение мира, уменье выделить оттенки прихотливой гаммы чувств своих героев и выявить логику неожиданных, по видимости парадоксальных поворотов в их сознании и поступках».
По мнению советского критика Н. Я. Дьяконовой, «ни в одной из своих пьес, ни ранних, ни поздних, Шоу не строил такого сложного образа… не достигал такого взаимодействия не только между нею и второстепенными персонажами, но и между индивидуальными чертами героини и её идейной и исторической функцией». Н. Я. Дьяконова отмечает сильное влияние драмы Шоу на позднейших авторов исторических пьес — Брехта, Дюрренматта, Осборна, Ануя и других.

## Русские переводы
- «Святая Иоанна», Ольга Петровна Холмская — в шеститомнике «Полное собрание пьес Бернарда Шоу»[36] и в двухтомнике «Избранные пьесы»[37].
- «Святая Жанна», Е. М. Голышева и Б. Р. Изаков[38].